# Patnongon
Patnongon es un municipio filipino perteneciente a la provincia de Antique con una población ligeramente superior a los 30 000 habitantes. 

## Barrios
Patnongon se divide en 36 barrios:
| - Alvañiz - Amparo - Apgahan - Aureliana - Badiangan - Bitas - Carit-an - Cuyapiao - Villa Elio - Gella - Igbarawan - Igbobon | - Igburi - La Rioja - Mabasa - Macarina - Magarang - Magsaysay - Padang - Pandanan - Patlabawon - Población - Quezon - Salaguiawan | - Samalague - San Rafael - Tobias Fornier - Tamayoc - Tigbalogo - Villa Crespo - Villa Cruz - Villa Flores - Villa Laua-an - Villa Sal - Villa Salomon - Vista Alegre |

## Personas ilustres
- Félix Laureano, fotógrafo[2]
- Louis Zotz, teólogo austriaco que desarrolló su actividad social y religiosa en Patnongon[3]